# De Strengen
De Strengen is een eiland in de gemeente Teylingen.
Het eiland grenst aan de Zijl in het oosten, de Groote Sloot in het zuiden, De Bak in het westen en de Kagerplas 't Joppe in het noorden. Het schiereiland Tengnagel, ten noordoosten van De Strengen, zit vast aan het eiland. Het eiland wordt veel gebruikt als recreatieplaats in de zomer.